# Сан-Хосе-де-Фелисьяно (департамент)
Департамент Сан-Хосе-де-Фелисьяно  (исп. Departamento de San José de Feliciano) — департамент в Аргентине в составе провинции Энтре-Риос.
Территория — 3143 км². Население — 15079 человек. Плотность населения — 4,80 чел./км².
Административный центр — Сан-Хосе-де-Фелисьяно.

## География
Департамент расположен на севере провинции Энтре-Риос.
Департамент граничит:
- на севере — с провинцией Корриентес
- на востоке — с департаментом Федерасьон
- на юге — с департаментом Федераль
- на западе — с департаментом Ла-Пас

## Административное деление
Департамент включает 1 муниципалитет:
- Сан-Хосе-де-Фелисьяно

## Важнейшие населенные пункты[3]
| № | Населённый пункт      | Населённый пункт (исп.) | Категория | Население чел. (2010) | На карте                        |
| - | --------------------- | ----------------------- | --------- | --------------------- | ------------------------------- |
| 1 | Сан-Хосе-де-Фелисьяно | San José de Feliciano   | город     | 10282                 | 30°29′09″ ю. ш. 59°01′43″ з. д. |
| 2 | Сан-Виктор            | San Víctor              | поселок   | 325                   | 30°29′08″ ю. ш. 59°01′42″ з. д. |